# Secrétaire d'État aux Affaires et au Commerce
Le secrétaire d'État aux Affaires et au Commerce (en anglais : Secretary of State for Business and Trade, communément appelé Business Secretary) est le secrétaire d'État placé à la tête du département des Affaires et du Commerce au Royaume-Uni.
L'actuelle titulaire de ce poste est, depuis le 5 juillet 2024, le travailliste Jonathan Reynolds.

## Historique
Le poste de secrétaire d'État aux Affaires, à l'Énergie et à la Stratégie industrielle est créé le 14 juillet 2016, lors de l'accession au pouvoir de Theresa May en remplacement de David Cameron. Cette fonction prend ainsi la succession du secrétaire d'État aux Affaires, à l'Innovation et aux Compétences et du secrétaire d'État à l'Énergie et au Changement climatique, deux postes institués par Gordon Brown en juin 2009 et octobre 2008 respectivement.
Le poste actuel de secrétaire d'État aux Affaires et au Commerce a été créé le 7 février 2023 après qu'un remaniement ministériel du Premier ministre Rishi Sunak a vu la dissolution du département des Affaires, de l'Énergie et de la Stratégie industrielle et ses responsabilités transférées à trois nouveaux départements : Affaires et Commerce, Sciences, Innovation et Technologie, et Sécurité énergétique et Neutralité carbone.
Le nouveau département des Affaires et du Commerce a absorbé les responsabilités de politique commerciale du BEIS et les fonctions de l'ancien département du Commerce international.

### Liste
| Nom                                                                        | Nom | Nom               | Dates du mandat  | Dates du mandat  | Parti politique | Gouvernement    |
| -------------------------------------------------------------------------- | --- | ----------------- | ---------------- | ---------------- | --------------- | --------------- |
| Secrétaire d'État aux Affaires, à l'Énergie et à la Stratégie industrielle |     |                   |                  |                  |                 |                 |
|                                                                            |     | Greg Clark        | 14 juillet 2016  | 24 juillet 2019  | Conservateur    | May I et II     |
|                                                                            |     | Andrea Leadsom    | 24 juillet 2019  | 13 février 2020  | Conservateur    | Johnson I et II |
|                                                                            |     | Alok Sharma       | 13 février 2020  | 8 janvier 2021   | Conservateur    | Johnson II      |
|                                                                            |     | Kwasi Kwarteng    | 8 janvier 2021   | 6 septembre 2022 | Conservateur    | Johnson II      |
|                                                                            |     | Jacob Rees-Mogg   | 6 septembre 2022 | 25 octobre 2022  | Conservateur    | Truss           |
|                                                                            |     | Grant Shapps      | 25 octobre 2022  | 7 février 2023   | Conservateur    | Sunak           |
| Secrétaire d'État aux Affaires et au Commerce                              |     |                   |                  |                  |                 |                 |
|                                                                            |     | Kemi Badenoch     | 7 février 2023   | 5 juillet 2024   | Conservateur    | Sunak           |
|                                                                            |     | Jonathan Reynolds | 5 juillet 2024   | En fonction      | Travailliste    | Starmer         |